# حمله ژاپن به منچوری
آغاز تهاجم امپراتوری ژاپن به منچوری در تاریخ ۱۸ سپتامبر ۱۹۳۱ میلادی و روز بعد از حادثه موکدن بود. ژاپن پس از تسلط بر منچوری یک دولت دست نشانده، به نام مانچوکوئو ایجاد کرد. اشغال ژاپن تا پایان جنگ جهانی دوم به طول انجامید. این دولت دست نشانده مرکب از سه ایالت شمال شرقی چین بود. به دنبال آن کشورهای جهان واکنش نشان داده و این اقدام ژاپن را تقبیح کردند.
در سال ۱۹۳۳ جامعه ملل ژاپن را به سبب اشغال خاک چین محکوم کرد. ژاپن نیز از این سازمان کناره گرفت و به توسعهٔ ارضی خود ادامه داد.

## تصرف اولیه

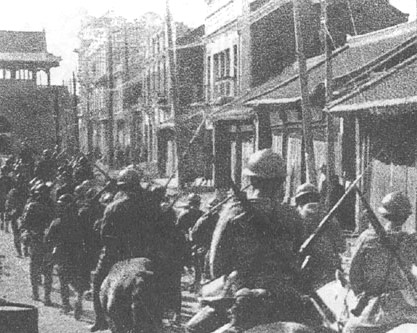
سواره نظام ژاپنی وارد موکدن (شنیانگ) می‌شود.

اختلاف چینی‌ها و ژاپنی‌ها در ژوئیه ۱۹۳۱ با حادثه ونپاوشان آغاز شد و با حادثه موکدن در تاریخ ۱۸ سپتامبر ۱۹۳۱ به اوج خود رسید. در همان روز حادثه موکدن، ستاد عمومی امپراتوری ژاپن، که تصمیم بر بومی جلوه دادن این حادثه گرفته بود، تصمیم خود را به ارتش کوان تانگ ابلاغ کرد. با این حال فرمانده کل قوای ارتش کوان تانگ، ژنرال شیگرو هونجو، به نیروهای خود دستور داد تا اقدام به گسترش عملیات در تمام طول راه‌آهن منچوری جنوبی کنند. به دستور سپهبد جیرو تامون، سربازان لشکر ۲ مسیر خط راه‌آهن را دنبال کردند و تقریباً هر شهرستانی که در طول ۱۱۷۵ کیلومتری آن قرار داشت را در ظرف چند روز اشغال کردند. به همین ترتیب در تاریخ ۱۹ سپتامبر، در پاسخ به درخواست ژنرال هونجو، ارتش چوسان در کره به فرماندهی ژنرال سنجورو هایاشی، به لشکر پیاده‌نظام بیستم دستور داد تا نیروی خود را تقسیم کند و تیپ ترکیبی ۳۹ را تشکیل دهد. این تیپ در همان روز بدون اجازه از امپراتور به سمت منچوری حرکت کرد.
بین ۲۰ سپتامبر و ۲۵ سپتامبر نیروهای ژاپنی شهرهای دیگری را نیز تصرف کردند. این اقدام موجب کنترل استان‌های لیائونینگ و گیرین و همچنین کنترل خط اصلی ارتباطی راه‌آهن به کره شد. توکیو از خبر اقدام ارتش بدون دستور از دولت مرکزی شوکه شده بود. دولت غیرنظامی ژاپن با این عمل که شبیه به نافرمانی گکوکوجو بود، با موجی از بی نظمی‌ها مواجه شد، اما خبر پیروزی‌های متوالی، آن‌ها را در برابر ارتش ضعیف کرده بود به طوری که دستور به اعزام سریع سه لشکر دیگر داد. در آن زمان، ارتش و نیروی دریایی ضامن اجرایی دولت انتخابی بودند، چرا که قانوناً در ساختار کابینه، به اعضای ارتش و نیروی دریایی نیاز بود. بدون حمایت آن‌ها دولت فرو می‌ریخت.

## جنبش‌های جدایی طلبانه
پس از آنکه دولت استانی لیائونینگ از موکدن فرار کرد، آن را با یک «کمیته حفاظت مردمی» جایگزین کردند. این کمیته اعتقاد به جدایی استان لیائونینگ از جمهوری چین داشت. دیگر جنبش‌های تجزیه طلبانه نیز در گیرین اشغال شده و در هاربین تشکیل شد. در اوایل اکتبر، در تاونان واقع در شمال غرب استان لیائونینگ، ژنرال چانگ های-پنگ استقلال منطقه خود از چین را پس دریافت یک محموله بزرگ تجهیزات نظامی از ارتش ژاپن اعلام کرد.
در ۱۳ اکتبر، ژنرال چانگ چینگ های-پنگ به سه هنگ ارتش احیای هسینگان دستور داد تا مرکز استان هیلونگجیانگ در چیچیهار را تصرف کنند. برخی عناصر در شهر پیشنهاد تسلیم مسالمت آمیز شهر را دادند، و چانگ محتاطانه راضی به پذیرش شد. با این حال، اتفاقاتی موجب یک جنگ با تلفات زیاد بین دو نیرو شد. در طول این مبارزه پل راه‌آهن ننجیانگ توسط سربازان وفادار به ژنرال ما ژانشان برای جلوگیری از استفاده از آن توسط دشمن منفجر شد.

## مقاومت در برابر اشغال گری ژاپن
در اوایل ماه نوامبر و با بهانه قرار دادن تعمیر پل رودخانه نن، ژاپنی‌ها یک گروه تعمیر را تحت حفاظت سربازان ژاپنی به آن جا فرستادند. مبارزه بین نیروهای ژاپنی و سربازان وفادار به ما ژانشان، ژنرال مسلمان استان هیلونگجیانگ، آتش جنگ را برافروخت. ما ژانشان تصمیم به نافرمانی از قانون ممنوعیت مقاومت بیشتر به تهاجم ژاپن که توسط دولت کوومینتانگ وضع شده بود، گرفت.
با وجود شکست ژنرال ما ژانشان در نگه داشتن پل، به خاطر مقاومت او جهت حفظ پل نن جیانگ، او تبدیل به یک قهرمان ملی در چین شد و به طور گسترده‌ای در مطبوعات چینی و بین‌المللی مورد استقبال قرار گرفت. تبلیغات الهام بخش بسیاری از مردم شد تا داوطلبان بیشتری به کمک ارتش داوطلب ضد ژاپنی بشتابند.
پل تعمیر شده امکان پیشرفت بیشتری به نیروهای ژاپنی و قطارهای زرهی آن‌ها را می‌داد. نیروهای بیشتری از ژاپن، به ویژه بیپ ترکیبی ۴ از لشکر ۸، در ماه نوامبر فرستاده شدند. در ۱۵ نوامبر سال ۱۹۳۱، با وجود از دست دادن بیش از ۴۰۰ نفر و جراحت ۳۰۰ نفر، ژنرال ما ژانشان اولتیماتوم ژاپن برای تسلیم چیچیهار را نپذیرفت. در ۱۷ نوامبر، در دمای زیر صفر، ۳۵۰۰ سربازان ژاپنی تحت فرمان ژنرال جیرو تامون حمله‌ای را ترتیب دادند که ژنرال ما ژانشان را مجبور به ترک چیچیهار کرد.

## عملیات در منچوری جنوبی
در اواخر ماه نوامبر سال ۱۹۳۱، ژنرال هنجو دستور داد تا ۱۰۰۰۰ سرباز در ۱۳ قطار زره پوش، همراه یک اسکادران بمب افکن، از موکدن به سمت چینچو حرکت کنند. تا زمانی که دستور توقف عملیات دریافت شود، این نیرو تا ۳۰ کیلومتر به درون چینچو پیشرفته بود. این عملیات توسط وزیر جنگ ژاپن ژنرال جیرو می‌نامی و به دلیل اصلاح در لایحه جامعه ملل مبنی بر ایجاد «منطقه بی‌طرف» بین منچوری و چین، لغو شد.
با این حال، دو طرف نتوانستند به یک توافق پایدار برسند. دولت واکاتسوکی خیلی زود سقوط کرد و توسط یک کابینه جدید به رهبری نخست‌وزیر اینوکای تسویوشی جایگزین شد. مذاکرات بیشتر با دولت کومینتانگ شکست خورد. دولت ژاپن تقویت نیروها در منچوری را تصویب کرد؛ بنابراین در مجموع توانایی ارتش کوان تانگ به حدود ۶۰۴۵۰ سرباز افزایش یافت.
با این نیروی تقویت شده، ارتش ژاپن در تاریخ ۲۱ دسامبر، آغاز عملیات بزرگ ضد راهزن در منچوری را اعلام کرد. این عملیات برای سرکوبی یک جنبش مقاومت در حال رشد توسط مردم محلی چینی در استان لیائونینگ و گیرین بود. در ۲۸ دسامبر، بعد از استعفای همه اعضای دولت قدیمی نانجینگ، یک دولت جدید در چین تشکیل شد. این امر نیروهای نظامی را به آشوب انداخت، و ارتش چین تا جنوب دیوار بزرگ چین در استان هبئی عقب‌نشینی کرد، یک حرکت تحقیر آمیز که موجب کاهش تصویر بین‌المللی چین شد بعد از این که نیروهای مدافع چینی بدون درگیری در جنگ عقب‌نشینی کردند، نیروهای ژاپنی چینچو را در ۳ ژانویه ۱۹۳۲ اشغال کردند. روز بعد ژاپنی‌ها با اشغال شان‌های گوان عملیات نظامی خود را در منچوری جنوبی تکمیل کردند.

## اشغال منچوری شمالی
با احساس امنیت در منچوری جنوبی، ژاپنی‌ها برای اشغال کامل منچوری به سمت شمال رفتند. از آن جا که مذاکره با ژنرال ما ژانشان و تینگ چائو برای پیوستن آنها به طرفداران ژاپن شکست خورده بود، در اوایل ژانویه سرهنگ دویهارا کنجی از ژنرال کیا چی خواست تا نیروهای خود را به سمت هاربین پیش ببرد.
آخرین نیروی منظم چینی در شمال منچوری توسط ژنرال تینگ چائو فرماندهی می‌شد، که با موفقیت توانست در برابر ژنرال چی دفاع کند. اما با ورود لشکر ۲ (ارتش امپراتوری ژاپن) تحت فرماندهی ژنرال جیرو تامون، نیروهای ژاپنی هاربین را در ۴ فوریه ۱۹۳۲ تصرف کردند.
تا پایان ماه فوریه، ژنرال ما ژانشان به دولت تازه شکل گرفته مانچوکوئو، به عنوان فرماندار استان هیلونگجیانگ و وزیر جنگ پیوست.
در ۲۷ فوریه سال ۱۹۳۲، تینگ پیشنهاد توقف خصومت را با پایان دادن به مقاومت رسمی چین در منچوری داد. اگر چه مبارزه با نیروهای چریکی و نامنظم ادامه یافت و ژاپن سالهای بسیاری را در جبهه آرام کردن مانچوکوئو صرف کردند.

نقشه دولت مانچوکوئو در ۱۹۳۹

## تأثیر بیرونی
رسانه‌های غربی این وقایع را مانند بمباران غیرنظامیان، یا شلیک به بازماندگان، نمونه‌هایی از قساوت گزارش کردند. این امر موجب تحریک حس نفرت و بیزاری از ژاپن شد، که تا پایان جنگ جهانی دوم به طول انجامید هنگامی که کمیسیون لیتون یک گزارش در مورد اشغال صادر کرد، علی‌رغمی که در اظهارات خود چین را بابت تحریک ژاپن مقصر می‌دانست، و همچنین اعلام این که حاکمیت چین بر منچوری مطلق نبوده‌است، ژاپن آن را یک توبیخ غیرقابل قبول دانست و از جامعه ملل کناره گرفت که همچنین به ایجاد انزوای بین‌المللی ژاپن دامن زد.
بحران منچوری تأثیر منفی قابل توجهی بر روی قدرت اخلاقی و نفوذ جامعه ملل داشت. همان گونه که منتقدان پیش‌بینی کرده بودند، جامعه ملل در برابر تصمیم یک ملت قوی به دنبال یک سیاست تهاجمی علیه کشورهای دیگر، ضعیف بود. این ضعف اجازه می‌داد یک کشور به مانند ژاپن به ارتکاب تجاوز آشکار بدون عواقب جدی بپردازد. آدولف هیتلر و بنیتو موسولینی نیز از این امر آگاه بودند و در مدت سه سال آن‌ها هم به پیروی از الگوی ژاپن به تصرف همسایگان خود پرداختند. ایتالیا به حبشه، و هیتلر به چکسلواکی و لهستان حمله بردند